# Morane-Saulnier LA
Die Morane-Saulnier LA war ein französisches Militärflugzeug.
Im August 1913 rüstete Morane-Saulnier eine Maschine ihres Typs G zum drahtverspannten Schirmeindecker um. Dies war der Prototyp der Morane-Saulnier L, eines zweisitzigen Aufklärungsflugzeuges, welches 1914 in Produktion ging.
Das Muster hatte einen kantigen Rumpf, ein normales Achsfahrgestell und ein Heck, welches nur aus einem kleinen Seiten- und Höhenruder bestand, einige Serienmaschinen erhielten sogar nur eine starre Seitenflosse. Eine von der Türkei bestellte Serie wurde mit Ausbruch des Ersten Weltkrieges von der französischen Regierung beschlagnahmt und den französischen Fliegerkräften übergeben. Exportkunden waren Russland und Großbritannien.
Durch eine Überarbeitung der Struktur und weitere Verbesserungen entstand schließlich die Morane-Saulnier LA, die aber nur ein Übergangsmuster blieb. In Frankreich wurde das Muster nur vereinzelt verwendet, mehrere Maschinen gingen aber an Russland und das britische Royal Flying Corps.

## Technische Daten Morane-Saulnier LA
| Kenngröße             | Daten                                                            |
| --------------------- | ---------------------------------------------------------------- |
| Besatzung             | 2                                                                |
| Länge                 | 6,88 m                                                           |
| Spannweite            | 11,20 m                                                          |
| Höhe                  | 3,93 m                                                           |
| Flügelfläche          | 18,30 m²                                                         |
| Flügelstreckung       | 6,9                                                              |
| Leermasse             | 385 kg                                                           |
| Startmasse            | 655 kg                                                           |
| Triebwerk             | ein luftgekühlter Umlaufmotor Gnôme, 80 PS (59 kW) Startleistung |
| Höchstgeschwindigkeit | 115 km/h                                                         |
| Flugdauer             | 2 h                                                              |